# Riccardo Zandonai
Riccardo Antonio Francesco Zandonai est un compositeur italien né à Rovereto dans le quartier Borgo Sacco (Comté de Tyrol, Empire d'Autriche-Hongrie) le 28 mai 1883 et mort à Pesaro le 5 juin 1944.
Il fut directeur du Liceo musicale de Pesaro à partir de 1935.

## Biographie
Né dans un milieu modeste (son père exerçait la profession de cordonnier), Riccardo Zandonai montre très tôt de grandes aptitudes musicales. En 1894, il devient l'élève de Vincenzo Gianferrari à l'école de musique de Rovereto. Il apprend la clarinette. Il entre au conservatoire de Pesaro de 1898 à 1901, où le directeur de l'établissement, le célèbre Pietro Mascagni se penche sur cet élève talentueux. Ses études se terminent brillamment en 1902, avec la représentation publique de sa cantate Il ritorno di Odisseo.
En 1908, au cours d'une soirée à Milan, Arrigo Boito entend sa musique et le présente à l'éditeur Ricordi, qui éditait les œuvres des plus grands. On lui commande un opéra, Il grillo del focolare, qui s'avère être un succès. Conchita confirme cette tendance, nuancée par l'échec relatif de Melenis en 1912. Il se lie alors avec la cantatrice Tarquinia Tarquini, qui enthousiasme les publics européens dans Conchita. Néanmoins, cette soprano connut une fin de carrière assez précoce : quelque temps avant la première de Francesca da Rimini, elle sombre en une dépression profonde et est contrainte de mettre un terme à sa vie artistique.
C'est en 1912-1913 que Zandonai écrit son opéra le plus connu, Francesca da Rimini. Durant ses études, il avait déjà mis en musique quelques vers de Dante sur ce même sujet. Mais il va se baser désormais sur la pièce qu'en tira Gabriele D'Annunzio, que son éditeur élague et transforme en livret. Gabriele D'Annunzio et Zandonai ne se rencontrèrent que quelques fois, et leurs rapports ne furent jamais très amicaux, l'écrivain jalousant le succès de l'opéra qui éclipsa sa pièce. 
Créé le 19 février 1914 à Turin, l'œuvre de Zandonai rencontra un énorme succès qui propulsa Zandonai au rang de chef de file de la nouvelle génération de compositeurs italiens.
Pendant la guerre, il écrit un hymne Alla patria (1915) sur un texte du poète irredentiste Giovanni Bertacchi, et une Messa da requiem en mémoire d' Humbert Ier. Accusé de haute trahison, il voit les biens qu'il possédait dans le Trentin confisqués par les autorités autrichiennes. Il écrit un opéra aux accents comiques durant cette période, La via della finestra, qu'il ne fit représenter qu'une fois à Pesaro, en 1919, les hostilités terminées, jugeant le ton de cet opéra peu adapté à la situation internationale. 
Il écrivit encore 6 autres opéras, le dernier étant inachevé, parallèlement à certaines musiques de film. Aucun ne renouvela le succès de Francesca da Rimini. On a souvent imputé cet état de faits à son librettiste Arturo Rossato ("lunatique et au talent quelque peu discutable" selon Konrad Dryden), ou à la disparition prématurée de son éditeur, Ricordi, qui le conseillait habilement lors de l'élaboration d'une nouvelle œuvre. Sa présence fut comblée par celle du critique Nicola d'Atri, mais ses recommandations s'avérèrent d'un intérêt limité. 
Seul I cavalieri di Ekebu connut une réception à la hauteur des espérances de Zandonai.
En outre, signalons que le compositeur fut désigné initialement pour achever Turandot de Giacomo Puccini, mais le fils du défunt s'y opposa pour des raisons obscures.
Il devint directeur du Conservatoire de Pesaro en 1935, ou il réorchestra certaines œuvres de Rossini, et fit redécouvrir plusieurs opéras de cet auteur. Par exemple, il ré-orchestra et fit une refonte en 3 actes de La gazza ladra. L'auteur de Francesca, tout comme son maître Pietro Mascagni, montra de grandes qualités au pupitre, même si aucun témoignage sonore n'existe sur le marché.
Il vécut cette période dans une somptueuse villa, (baptisée San Giuliano, car Giuliano était son œuvre préférée), villa entre les murs de laquelle, l'été, le directeur et le chef d'orchestre laissaient place au compositeur. Cette saison est une période où les musiciens exerçant des fonctions administratives importantes, comme Gustav Mahler se retirent et rédigent leurs partitions. 
Zandonai se retira dans un monastère vers la fin de la guerre, le 11 janvier 1944, et y mourut le 5 juin de complications liées à une opération qu'il subit d'urgence en raison de forts calculs rénaux, peu après avoir fêté ses 61 ans.

## Musique

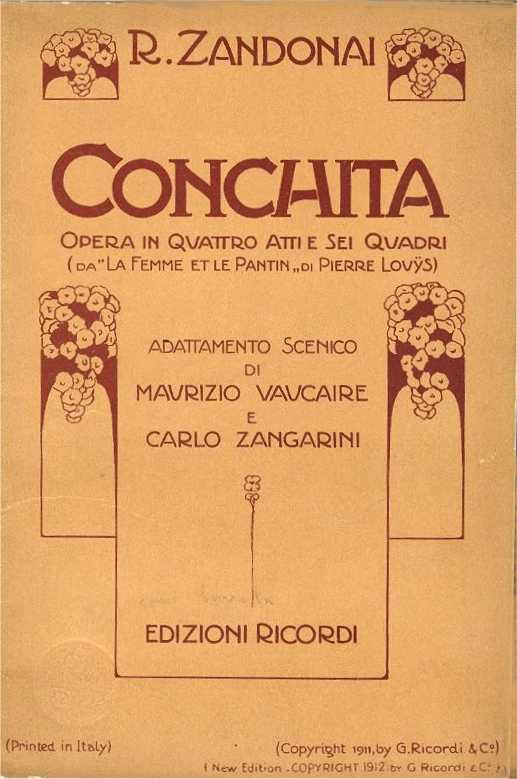
Conchita

Riccardo Zandonai adhère aux idées de la jeune école lyrique italienne mais ajoute un langage harmonique personnel et un sens de l'orchestration « à la française » quoique très marqué par Wagner. Sa musique réalise une convergence très originale entre le wagnerisme, la tradition vocale italienne (notamment Verdi) et le nouveau symphonisme européen de l'époque (Debussy, Ravel et Strauss). Mais c'est surtout dans son chef-d'œuvre, Francesca da Rimini créé en février 1914 sur un livret Tito Ricordi d'après la tragédie de Gabriele D'Annunzio qu'il réalise une sorte de style Liberty en musique dont l'élégance aristocratique toujours soutenue par une constante inspiration musicale, fait la preuve d'une distance sans appel par rapport au vérisme.
En marge du vérisme, il est à la fois l’héritier de la grande tradition de Verdi, le plus wagnérien des compositeurs italiens et un admirateur passionné de Debussy, Ravel et Strauss. Voilà qui fait de lui le représentant par excellence de l’Art nouveau musical en Italie, de ce style "Liberty" dont Segantini fut le peintre et d’Annunzio le poète. Et c’est justement d’Annunzio qui offrit à Zandonai le livret de son chef-d’œuvre, Francesca da Rimini, tragédie flamboyante écrite pour la Duse. Comme dans le triptyque de Puccini, quelques mots de Dante suffisent à nourrir la rêverie : les amours tragiques de Francesca avec le frère de l’époux qu’on lui a désigné. Musique d’un lyrisme exalté et sublime, d’un raffinement sonore et d’une sensualité incomparables, Francesca da Rimini est l’une des œuvres majeures de l'expressionnisme de ce début du XXe siècle, injustement méconnue en France.
Maria Callas aurait dû jouer le rôle de Francesca à La Scala de Milan en 1959, avec Mario del Monaco, mais à son grand regret, son contrat fut annulé au dernier moment dans des circonstances restées obscures. Selon le témoignage de Luciana Peverelli, rédactrice en chef du magazine Stop, Maria Callas adorait la musique de Francesca da Rimini et surtout le personnage de Francesca, très proche dans son aspect tragique de celui de Violetta Valéry dans La traviata.
Zandonai apporte une riche texture musicale dont la tension exprime le caractère sombre et passionnel du sujet, "un poème de sang et de volupté" selon les termes de d'Annunzio.
Pourtant ce dernier est directement sollicité pendant la genèse de la partition: à court d'inspiration pour le duo d'amour du troisième acte, entre Paolo Malatesta et Francesca da Rimini, Zandonai demande à d'Annunzio son avis: il recommande au compositeur de donner à Paolo, une couleur "tristanesque", reprenant du héros wagnerien, cette affection pour la nuit contre le mensonge du jour: vision qui renvoie directement au second acte de Tristan et Iseult.
Dans son œuvre, Zandonai privilégie la perception de Francesca sur le monde qui s'offre à elle : soucieux de couleurs, le compositeur se montre plus français (debussyste et ravélien) que wagnérien (bien que né dans le Trentin, en 1883, province alors sous domination autrichienne, il reçoit l'ascendance directe des auteurs germaniques dont évidemment Wagner): en conclusion du premier acte, lorsqu'il fait paraître Francesca douloureuse accompagnée de sa suite et de sa sœur, Zandonai exprime les craintes de la jeune femme; de même il caractérise les hommes comme Francesca les ressent directement: thème de quinte lumineux et héroïque pour celui qu'elle aime: Paolo; motif déséquilibré pour Gianciotto... son époux boiteux... De Wagner les auteurs reprennent le rôle du lâche dénonciateur (des deux amants), Malatestino, équivalent de Melot dans Tristan und Isolde.

## Œuvres

### Musique lyrique
- La coppa del re  (1906), opéra jamais représenté, d'après Friedrich Schiller
- L'Uccellino d'oro  (1907), fable musicale pour enfants, d'après Maurice Maeterlinck
- Il grillo del focolare (1908), d'après Charles Dickens
- Conchita (1911), d'après  La Femme et le Pantin de Pierre Louÿs
- Melenis (1912), d'après Louis Bouilhet
- Francesca da Rimini (Turin 1914), livret de Tito Ricordi d'après la tragédie de Gabriele D'Annunzio
- La via della finestra (1919), d'après Eugène Scribe
- Giulietta e Romeo (1921), d'après Luigi da Porto[3]
- I cavalieri di Ekebù (1925), d'après Selma Lagerlöf
- Giuliano (1928), livret de J. da Voragine d'après Gustave Flaubert
- Una partita (1933), d'après Alexandre Dumas père
- La farsa amorosa (1933), d'après Pedro de Alarcon
- Il Bacio, inachevé (1944), d'après Gottfried Keller

### Musique de chambre et symphonique
- Quatuor à cordes en sol (1900)
- Serenata medioevale pour violoncelle, harpe et cordes (1909)
- Concerto romantico pour violon et orch. (1921)
- Il flauto notturno pour flûte et orch. (1932)
- Spleen pour violoncelle et orch. (1934)
- Colombina, ouverture pour  orch. (1935)
- Concerto andaluso pour violoncelle et orch. (1937)
- Trio-serenata pour violon, violoncelle et piano  (1943)
- Poèmes symphoniques :
  - Primavera in val di sole (1915)
  - Autunno tra i monti (1918)
  - Tra gli alberghi delle Dolomiti (1930)
  - Ballata eroica (1930)
  - Quadri di segantini (1931)
  - Rapsodia trentina (1937)

### Musique sacrée
- Te Deum (1906)
- Requiem (1916)

### Musique vocale
- Albums de lieder, constituant la base du programme du Concours international Riccardo Zandonai pour voix lyriques (Riva del Garda - Trentino, Italie)

### Musique de films
- Tarakanowa (La principessa Tarakanova) (Ozep, coproduction France-Italie 1938)
- Caravaggio, le peintre maudit (Alessandrini 1941)
- Musica di sogno (1940)
- Casa lontana (1936)
- Amami, Alfredo! (1939)
- Arditi civili (1940)